# 布羅烏諾夫群島
布羅烏諾夫群島是俄羅斯的群島，屬於法蘭士約瑟夫地群島的一部分，由3個島嶼組成，位於海斯島西北8公里，行政方面由阿爾漢格爾斯克州負責管轄。